# 2005 dans l'enseignement
Cet article présente les faits marquants de l'année 2005 dans l'enseignement.

## Décès

### Février
- 6 février : Macon Sumerlin, compositeur et professeur de musique américain

### Mai
- 4 mai : Ievhen Iehorov, graphiste, peintre et professeur russe, soviétique puis ukrainien

### Juin
- 4 juin : André Molitor, chef de cabinet du roi Baudouin Ier de Belgique et professeur d’administration publique à l’UCL

### Novembre
- 12 novembre : Božidar Jakac, peintre, graveur, professeur d'art, photographe et cinéaste austro-hongrois puis yougoslave

### Décembre
- 19 décembre : Lucette Bousquet, Professeure de piano française, Juste parmi les nations